# Stanislav Pavlica
Stanislav Pavlica, slovenski zdravnik dentalne medicine, * 26. maj 1893, Rihemberk, Avstro-Ogrska, † 20. januar, 1991, Bologna, Italija.

## Življenje in delo
Rodil se je v kmečki družini Francu in Amaliji Pavlica rojeni Pipan. Maturiral je na nemški gimnaziji v Gorici (1913). Študij medicine na Univerzi v Gradcu je po dveh semestrih moral zaradi vojne prekiniti. Med prvo svetovno vojno je služil v Avstro-ogrski vojski na raznih bojiščih. Po končani vojni je študij nadaljeval v Pragi, kjer je leta 1921 tudi diplomiral iz splošne medicine. Najprej je bil eno leto zdravnik v Mariboru, nato se je zaposlil v Vipavi od koder se je zaradi fašističnega pritiska leta 1931 odselil na Dunaj. Tu je obiskoval tečaj zobozdravstva. Kasneje se je iz stomatologije specializiral v Bologni. 
Po italijanski kapitulaciji je leta 1944 postal partizanski zdravnik, po osvoboditvi pa do leta 1950, ko se je preselil v Trst, nadaljeval svoj poklic v Vipavi. V Trstu je poklic stomatologa opravljal vse do svojega 93. leta. Vedno je bil povezan z ljudmi in jim kot zdravnik nesebično pomagal. V letih 1978−1987 je bil predsednik Slovenskega dobrodelnega društva v Trstu, potem so ga imenovali za častnega predsednika.